# Збірна Росії з хокею із шайбою
Збірна Росії з хокею із шайбою — національна команда Росії, що представляє свою країну на міжнародних змаганнях з хокею. Управління збірною здійснюється Федерацією хокею Росії.
Бере участь у міжнародних змаганнях з 1993 року, ставши правонаступницею збірної СРСР, яка закінчила свої виступи в 1991 році. У 1992 році на Олімпійських іграх в Альбервілі та на чемпіонаті світу в Чехословаччині, територію колишнього СРСР представляла збірна СНД.
Збірна Росії є однією з провідних команд у світі, за роки існування росіяни зуміли виграти п'ять Чемпіонатів світу та Олімпійський хокейний турнір (ще двічі грали у фіналі).
На сьогодні в рейтингу збірних Міжнародної федерації хокею росіяни посідають друге місце.
24 лютого 2022 року розпочалось вторгнення Росії в Україну. У зв'язку з цим 28 лютого 2022 року Міжнародна федерація хокею із шайбою ухвалила рішення про виключення збірних Росії та Білорусі з усіх турнірів.

## Турнірні здобутки команди

### Виступи на Олімпійських іграх
- 1994 — 4-е місце
- 1998 —  Срібні нагороди
- 2002 —  Бронзові нагороди
- 2006 — 4-е місце
- 2010 — 6-е місце
- 2014 — 1/4 фіналу
- 2018 —  Золоті нагороди, як Спортсмени-олімпійці з Росії
- 2022 —  Срібні нагороди, як Олімпійський комітет Росії

### Виступи на чемпіонатах світу
| 1992 | 1993 | 1994 | 1995 | 1996 | 1997 | 1998 | 1999 | 2000 | 2001 | 2002 | 2003 | 2004 | 2005 | 2006 | 2007 | 2008 |
| ---- | ---- | ---- | ---- | ---- | ---- | ---- | ---- | ---- | ---- | ---- | ---- | ---- | ---- | ---- | ---- | ---- |
| 5−8  | 1    | 5    | 5    | 4    | 4    | 5−8  | 5    | 11   | 5−8  | 2    | 7    | 10   | 3    | 5    | 3    | 1    |

| 2009 | 2010 | 2011 | 2012 | 2013 | 2014 | 2015 | 2016 | 2017 | 2018 | 2019 | 2021 |
| ---- | ---- | ---- | ---- | ---- | ---- | ---- | ---- | ---- | ---- | ---- | ---- |
| 1    | 2    | 4    | 1    | 5−8  | 1    | 2    | 3    | 3    | 6    | 3    | 5    |

### Виступи на кубках світу
- 1996 — програш в півфіналі
- 2004 — програш в чвертьфіналі
- 2016 — програш в півфіналі